# Midnight Club (seria)
Midnight Club – seria gier komputerowych z gatunku symulatora wyścigów stworzonych przez Rebellion Developments, Angel Studios i Rockstar Games.

## SeriaMidnight Club
- Midnight Club: Street Racing – 25 października 2000
- Midnight Club II – 9 kwietnia 2003
- Midnight Club 3: DUB Edition – 12 kwietnia 2005
- Midnight Club 3: DUB Edition Remix – 12 marca 2006
- Midnight Club: Los Angeles – 20 października 2008